# Pointe de Boveire
Ne doit pas être confondu avec Combin de Boveire.
La pointe de Boveire, située dans le canton du Valais, est un sommet des Alpes suisses culminant à 3 212 mètres, entre le val de Bagnes et le val d'Entremont.